# Perbrinckia quadratus
Perbrinckia quadratus là một loài giáp xác trong họ Parathelphusidae. Chúng là loài đặc hữu của Sri Lanka.